# Lucien Gustien et Cie
Lucien Gustien et Cie est un constructeur automobile français.

## Production

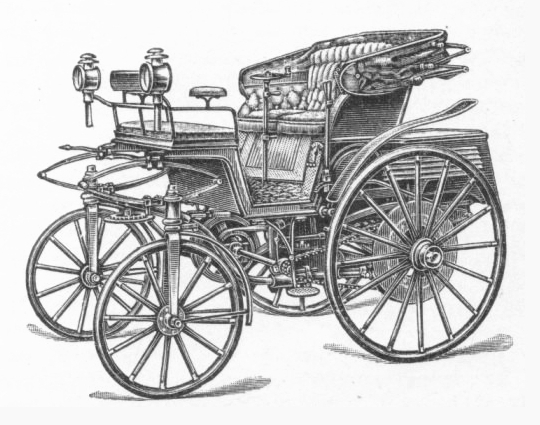
Lutzmann Pfeil 2.

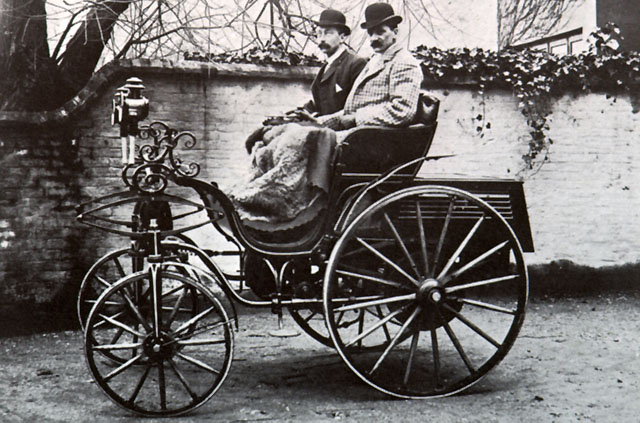
Lutzmann Motorwagen Pfeil 1.

La société Lucien Gustien et Cie, basée à Paris, a commencé à produire des automobiles en 1896. L’usine était située au numéro 2-4 de la rue Baudin. Ouverte en 1862, entre les rues La Fayette et de Bellefond, elle reçut à cette époque le nom de « rue Baudin », du nom de l'amiral Charles Baudin. Les véhicules sont une réplique identique des véhicules de Lutzmann d’Allemagne. Les véhicules Lutzmann ont été produits dans l’Anhaltische Motorwagenfabrik. La première automobile Lutzmann a été produite en 1894. Lucien Gustien et Cie ont commencé à produire des véhicules en 1896. Le véhicule de Lucien Gustien, représenté sur l’affiche, correspondait à la Lutzmann Pfeil (Arrow) 2. Lucien Gustien annonçait des véhicules de 2 à 12 places. Cela correspond exactement à la gamme de véhicules Lutzmann. Les types de véhicules à Lutzmann étaient la Pfeil 0, la Pfeil 1, la Pfeil 2, la Pfeil 3, la Pfeil 4, la Pfeil 5 et la Pfeil 6. La Pfeil 0 mesurait 2 500 mm de long, 1 450 mm de large et 1 700 mm de haut. L’écartement des voies était de 1 250 mm. Le poids du véhicule était de 500 kg. Tous les moteurs étaient monocylindres d’une cylindrée de 1 500 à 3 500 cm3. La puissance était d’environ 1,5 à 9 HP à 400-500 tr/min. Ils disposaient tous déjà d’un allumage électrique avancé au moyen de l’inductance d’étincelle de Rühmkorff.

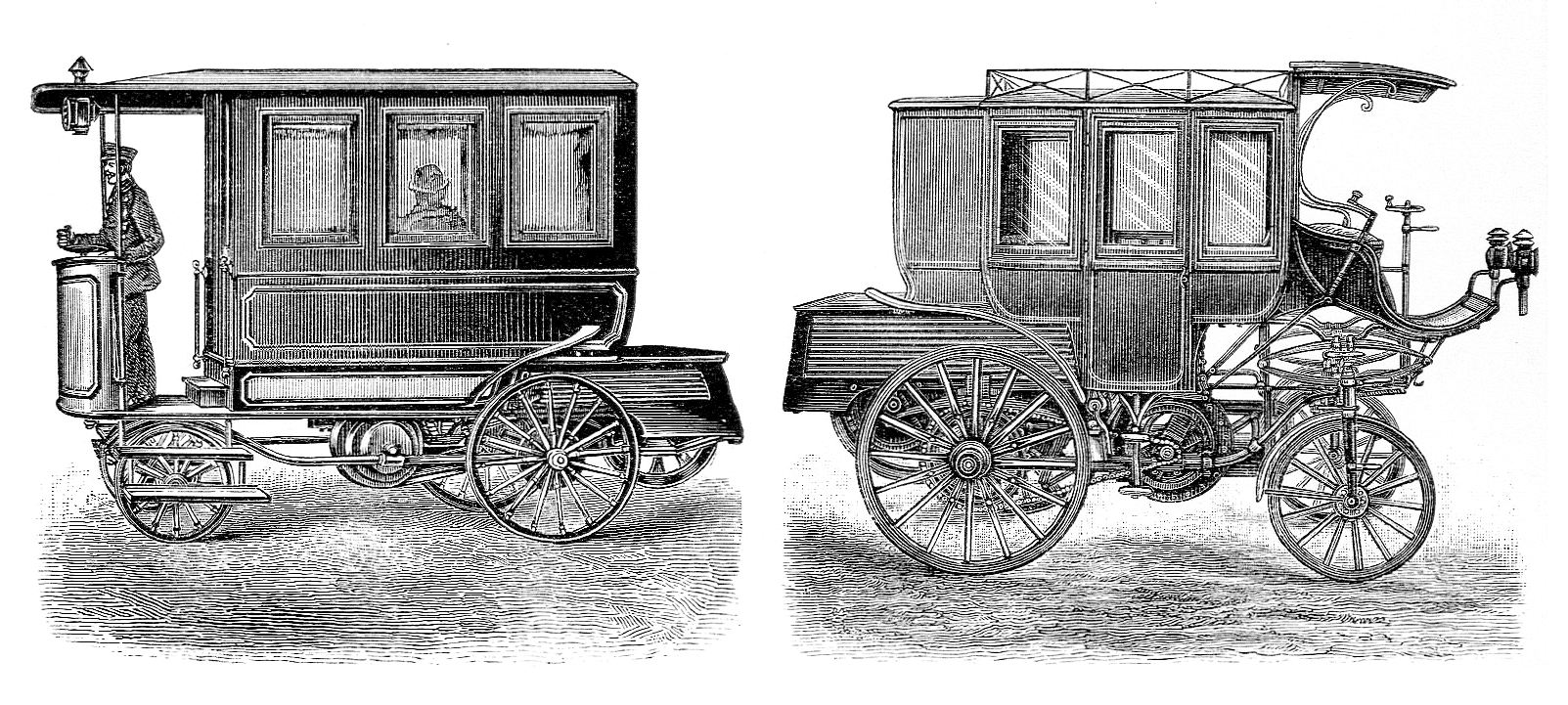
Lutzmann Pfeil 5 et Pfeil 4.

Dès 1897 et 1898, le contact s’établit entre Opel et Lutzmann.
Le 21 janvier 1899, un contrat est signé entre Sophie Opel et Friedrich Lutzmann pour la vente de l’Anhaltische Motorwagenfabrik. 
Selon le contrat, le prix d’achat s’élevait au total à 116 687 marks (l’équivalent d’aujourd’hui : environ 950 000 euros). Le salaire annuel de Lutzmann devait être de 8 000 marks (environ 65 000 euros). Depuis lors, cette date a été considérée comme le début officiel de la construction automobile chez Opel et la fin de la construction du permis chez Lucien Gustien et Cie.